# جائزة دينين الكبرى 2014
جائزة دينين الكبرى 2014 (بالإنجليزية: 2014 Grand Prix de Denain)‏ هو سباق دراجات هوائية، وهو الموسم رقم 56 من السباق، وأقيم في 17 أبريل 2014، وامتدّ لمسافة 197.3 كيلومتر، وهو أحد سباقات طواف أوروبا للدراجات 2014، وهو من نوع سباق يوم واحد، وهو من نوع سباق الدراجات، وقد شارك في السباق 150 متسابقاً ووصل إلى نهايته 139 متسابقاً.
فاز فيه بالمركز الأول ناصر بوهاني، وبالمركز الثاني ماتيو بيلوتشي، وبالمركز الثالث Francesco Chicchi ‏.

## التصنيف العام النهائي
| \| التصنيف العام \| التصنيف العام \| التصنيف العام \| التصنيف العام \| التصنيف العام \| \| العداء \| العداء \| الفريق \| الوقت \| \| \| ------------- \| ------------------------------ \| --------------------------------------- \| ------------- \| ------------- \| \| 1 \| ناصر بوهاني \| FDJ.fr \| \| \| \| 2 \| ماتيو بيلوتشي \| IAM Cycling \| \| \| \| 3 \| Francesco Chicchi [الإنجليزية]‏ \| ويلير تريستينا-سيل إيطاليا [الإنجليزية]‏ \| \| \| |                    |                             |       |  |
| |                    |                             |       |  |
| مصدر: ProCyclingStats |                    |                             |       |  |
| التصنيف العام |                    |                             |       |  |
| العداء | العداء             | الفريق                      | الوقت |  |
| 1 | ناصر بوهاني        | FDJ.fr                      |       |  |
| 2 | ماتيو بيلوتشي      | IAM Cycling                 |       |  |
| 3 | Francesco Chicchi ‏ | ويلير تريستينا-سيل إيطاليا ‏ |       |  |

## وصلات خارجية
- لمحة عن سباق جائزة دينين الكبرى 2014 على موقع  ProCyclingStats   (برو  سايكلنج  ستاتس) - إحصاءات  محترفي  الدراجات.
- جائزة دينين الكبرى 2014 على موقع إحصائيات الدراجات الإحترافية (الإنجليزية)